# Americana Challenger
L'Americana Challenger è stato un torneo professionistico di tennis giocato su campi in cemento. Faceva parte dell'ATP Challenger Series. Si è giocato solo l'edizione del 1991 ad Americana, in Brasile.

## Albo d'oro

### Singolare
| Anno | Campione       | Finalista        | Punteggio     |
| ---- | -------------- | ---------------- | ------------- |
| 1991 | Shūzō Matsuoka | Rodolphe Gilbert | 6–4, 4–6, 6–1 |

### Doppio
| Anno | Campioni                         | Finalisti                 | Punteggio |
| ---- | -------------------------------- | ------------------------- | --------- |
| 1991 | Alexandre Hocevar Marcos Hocevar | José Daher Fernando Roese | 7–6, 6–4  |